# Caripeta angustioraria
Caripeta angustioraria là một loài bướm đêm trong họ Geometridae.